# Avon Championships 1980
Avon Championships 1980 - дев'ятий Чемпіонат Туру WTA, щорічний тенісний турнір серед найкращих гравчинь в рамках Туру WTA 1980. Відбувся з 17 до 23 березня 1980 року в Медісон-сквер-гарден у Нью-Йорку США. Друга сіяна Трейсі Остін здобула титул в одиночному розряді й отримала 100 тис. доларів.

## Фінальна частина

### Одиночний розряд
Трейсі Остін —  Мартіна Навратілова, 6–2, 2–6, 6–2

### Парний розряд
Біллі Джин Кінг /  Мартіна Навратілова —  Розмарі Касалс /  Венді Тернбулл, 6–3, 4–6, 6–3